# برج بانک مرکزی عراق
برج بانک مرکزی عراق (زبان عربی: برج البنک المرکزی العراقی)، که به برج زاها حدید نیز شناخته می‌شود، یک آسمان‌خراش ۳۷ طبقه است که در حال ساخت در منطقه الجادریه بغداد، عراق، در کنار رود دجله قرار دارد. پس از تکمیل، این برج به بلندترین ساختمان در بغداد با ارتفاع ۱۷۲ متر (۵۶۴ فوت) تبدیل خواهد شد و دومین بلندترین ساختمان در عراق پس از برج E1 Tower در اربیل خواهد بود.
بانک مرکزی عراق (CBI) در سال ۲۰۱۰ معمار عراقی-بریتانیایی زاها حدید را برای طراحی این پروژه مأمور کرد. طرح این برج در سال ۲۰۱۱ ارائه شد، اما ساخت آن تنها در اواخر سال ۲۰۱۸ آغاز گردید و انتظار می‌رود که در سال ۲۰۲۵ تکمیل شود.
این برج به‌عنوان مقر جدید بانک مرکزی عراق، بانک ملی این کشور، فعالیت خواهد کرد. طراحی آن شامل ورودی VIP، ورودی بازدیدکنندگان، لابی اصلی، موزه‌ها، ورودی کارکنان، مرکز انرژی، فضای عمومی، امکانات کارکنان، بخش مدیریت نقدینگی، مرکز داده، مرکز امنیتی و محوطه‌سازی است.

## تاریخ
در اوت ۲۰۱۰، معمار عراقی-بریتانیایی زاها حدید برای طراحی مقر جدید بانک مرکزی در بغداد منصوب شد. مذاکرات اولیه در مورد این پروژه در تاریخ ۱۴ اوت ۲۰۱۰ در استانبول، ترکیه، و با حضور رئیس بانک سینان الشبیبی برگزار شد. در ۲ فوریه ۲۰۱۲، حدید به همراه سینان الشبیبی در مراسمی در لندن حضور یافتند تا توافق‌نامه بین بانک و زاها حدید آرشیتکتس برای مراحل طراحی ساختمان جدید را امضا کنند. ساخت پروژه در سال ۲۰۱۵ به دلیل مشکلات اقتصادی به تعویق افتاد، اما در سال ۲۰۱۹ دوباره آغاز شد.